# Marcelo Osvaldo Martínez
Marcelo Osvaldo Martínez (Buenos Aires, 4 de septiembre de 1967), de nacionalidad argentina, es diseñador gráfico, ilustrador, comunicador, investigador y escritor, radicado en Madrid (España) desde el año 2001.
Además de sus actuaciones profesionales corrientes, son a destacar sus investigaciones relacionadas con aspectos controvertidos o poco conocidos referidos al cantor Carlos Gardel, como por ejemplo los siguientes:
- Sobre la cuádruple autoría de la canción Sos mi tirador plateado, cuya primera grabación gardeliana data de 1912;[2]
- Sobre el tango Largue a Esa Mujica Lainez, grabado por Gardel en 1929, y cuya letra, compuesta por más de 40 apellidos, encierra mensajes ocultos, satánicos y múltiples niveles de lectura;[3]
- Sobre la segunda versión del tango "Patadura", que Gardel grabó nombrando a Josep Samitier, Ricardo Zamora, y otros jugadores del Fútbol Club Barcelona;[4]
- Sobre los dos audios de Adelante, única marcha patriótica que Gardel grabó en su carrera, y de la cual sólo se conservaba una única copia en disco;[5]
- Sobre Perlita Greco, importante pero olvidada actriz y cantante hispano-argentina, amiga y amante de Gardel desde 1926, y que aparece en la escena de Rubias de New York;[6]
- Sobre Las Luces de Buenos Aires, primer largometraje gardeliano rodado en Francia, en la localidad de Saint-Maurice y no en Joinville, como erróneamente se venía mencionando hasta entonces.[7][8]
- Sobre la vinculación de Gardel con Julio Garzón —editor del diario La Prensa de New York y asesor de Eleanor Roosevelt—, así con otros miembros de esa familia, quienes llegaron a actuar en la película "Tango Bar" (1935).[9]
- Sobre la relación sentimental del cantor con Estrellita del Regil, quien le acompañó como figurante en la interpretación fílmica de Lejana tierra mía.[9]

## Biografía
En 1992 se recibió como diseñador gráfico en la Facultad de Arquitectura, Diseño y Urbanismo (FADU) de la Universidad de Buenos Aires (UBA). Desde entonces trabajó para todo tipo de empresas, realizando piezas publicitarias o de comunicación en los más diversos soportes, tanto en Sudamérica como en Europa.
Contribuyó también al estudio de la obra artística de Carlos Gardel.

## Contribuciones a la biografía de Carlos Gardel
Al margen del análisis de la obra musical y fílmica de Carlos Gardel, Marcelo O. Martínez también desarrolló algunos elementos de interés para la reconstrucción biográfica del artista, y entre ellos :
- Vinculación de Carlos Gardel con miembros de la masonería argentina, uruguaya, española, francesa, inglesa, y norteamericana.[12]
- Análisis del retrato de Paul Gardes, supuesto padre francés de Gardel fallecido en 1891, que Marie Berthe Gardes (supuesta madre biológica de Carlos Gardel) publicó en la revista 'La Canción Moderna' en 1936, y que en realidad es una fotografía de Paul Jean Lasserre tomada en Francia hacia 1901.[13][14]
- Análisis de la veracidad de los testimonios del teniente Eduardo Villanova, Pr. Raúl Entraigas, Dr. Rosendo Fraga, y otros testigos prestigiosos, así como de investigadores de la talla de Osvaldo Bayer, Blas Matamoro o Tabaré De Paula, quienes aseveraron que Gardel estuvo preso en el Presidio Militar de Ushuaia, durante algunos meses, entre 1906 y febrero de 1907, celda derecha N.º 15, Pabellón N.º 4, prontuariado con el alias de Carlos Garderes. Según se ha podido verificar, los registros del preso "Carlos Garderes", identificación A 15.861, sección C.A., expediente 55.223, son los mismos que figuran en el expediente policial del año 1913 correspondiente a Carlos Gardel, y donde además una nota anexa aclara: "existiendo con nombre de Garderes el pront. a15861 C.A."[15]

## Estudio del ADN de Gardel
Para el desarrollo de sus investigaciones, Marcelo O. Martínez ha tenido vinculaciones y entrevistas con integrantes de las familias Lasserre y Gardes (parientes de Gardel por línea paterna y materna según las tesis “francesistas”), así como de los Escayola y Oliva (parientes de Gardel según las tesis “uruguayistas”), y por cierto, el citado defiende el procedimiento de la comparación del ADN de los restos de Carlos Gardel, con el ADN de algunos de los integrantes de las familias antes citadas, a fin de contar con una base científica fiable que permita reconstruir al completo el árbol genealógico del cantor, construyendo así una biografía científica y certera.
Durante el mes de julio de 2012, el citado investigador Marcelo O. Martínez entregó a varias autoridades argentinas una carta manuscrita en español y en francés escrita por François Lasserre (presunto sobrino francés de Carlos Gardel), solicitando colaboración para obtener de la justicia una prueba de ADN sobre los restos del cantor, enterrados como se sabe en el cementerio de 'La Chacarita', a fin de determinar si existe dicho parentesco. Dicha carta fue acompañada por documentación adicional que avala y complementa esa solicitud (consultar carta abierta fechada en Bélis (Francia), a 12 de julio de 2012, dirigida a todos los gardelianos y gardelianas del mundo:).